# سعد ناشرة
أو غاما الجدي Gamma Capricorni اسمه التقليدي Nashira مشتق من الاسم العربي. و هو نجم عملاق في كوكبة الجدي .
يمكن أن يحتجب سعد الناشرة بالقمر أو الكواكب بسبب قربه من مسير الشمس. ينتمي إلى الفئة الطيفية A7III و يملك قدر ظاهري 3.69+ و يبعد 139 سنة ضوئية عن الأرض.